# Isaac Alfasi
Isaac ben Jacob Alfasi ha-Cohen, född 1013, död 1103, var en judisk talmudspecialist.
Isaac Alfasi verkade under större delen av sitt liv i Fès i Marocko, där han bland annat skrev sina berömda kommentarer till talmud i sitt verk Sefer ha-Halakhot ("Lagarnas bok"), som bevarat sitt inflytande in i modern tid.